# Селищі (Ічалківський район)
Сели́щі (рос. Селищи, ерз. Селища) — село у складі Ічалківського району Мордовії, Росія. Входить до складу Берегово-Сиресівського сільського поселення.

## Населення
Населення — 429 осіб (2010; 491 у 2002).
Національний склад (станом на 2002 рік):
- мордва — 83 %